# Kornwalit
Kornwalit − (zasadowy arsenian miedzi), rzadki minerał wietrzenia złóż zawierających jednocześnie miedź i arsen. Często występuje z oliwenitem i agardytem. Jego nazwa pochodzi od Kornwalii, gdzie został znaleziony.

## Wygląd
Kornwalit tworzy intensywnie zielone, kruche kryształy o szklistym połysku. Występuje w kulistych lub promienistych skupieniach złożonych z włóknistych bądź igiełkowatych kryształków. Czasem tworzy skupienia nerkowate oraz ziemiste naskorupienia. Towarzyszą mu najczęściej oliwenit, kwarc, malachit, azuryt, baryt, chryzokola oraz konichalcyt. 

## Minerały podobne
Promieniście wykształcony kornwalit łatwo można pomylić z pseudomalachitem, jednak ten nigdy nie występuje z agardytem i oliwenitem. Także malachit można pomylić z kornwalitem, ale malachit burzy z kwasami wydzielając CO2. Kryształy libethenitu  mają formę podobną do ośmiościanów lub krótkich słupków i różnią się od pojedynczych kryształów kornwalitu.